# Lucia Sauca
Lucia Sauca, férjezett neve Lucia Toader (Coroiești, 1960. szeptember 30. – Pitești, 2013. december) világbajnok és olimpiai ezüstérmes román evezős.

## Pályafutása
Az 1984-es Los Angeles-i olimpián nyolcasban ezüstérmet szerzett társaival. 1985-ben világbajnoki bronzérmet nyert nyolcasban. 1986-ban és 1987 világbajnok lett kormányos négyesben illetve nyolcasban.

## Sikerei, díjai
- Olimpiai játékok – nyolcas
  - ezüstérmes: 1984, Los Angeles
- Világbajnokság
  - aranyérmes: 1986 (kormányos négyes), 1987 (nyolcas)
  - bronzérmes: 1985 (nyolcas)